# Eleição municipal de Cabo Frio em 2024
A eleição municipal da cidade brasileira de Cabo Frio em 2024 ocorreu no dia 6 de outubro com o objetivo de eleger um prefeito, um vice-prefeito e 17 vereadores responsáveis pela administração da cidade no mandato a se iniciar em 1° de janeiro de 2025 e com término em 31 de dezembro de 2028. Como o município não possui 200 mil eleitores, a disputa foi realizada em turno único. A prefeita titular era Magdala Furtado, vice-prefeita eleita em 2020 pelo PODE, que assumiu o cargo após o falecimento do então titular José Bonifácio em 17 de julho de 2023. Pela legislação eleitoral, Magdala esteve apta para disputar a reeleição.
A campanha eleitoral contou com a participação de 5 candidatos a prefeito. O primeiro turno foi realizado em 6 de outubro. Dr. Serginho, candidato pelo PL, foi eleito com 84.317 votos (69,19%), seguido da então prefeita Magdala Furtado, candidata pelo PV, que recebeu 29.188 votos (23,95%).
Na Câmara dos Vereadores, 258 candidatos concorreram ao pleito e 17 foram eleitos. Dentre os vereadores eleitos, 6 foram reeleitos. O partido que conquistou o maior número de assentos foi PL, que obteve 4 assentos. Vaguinho foi o candidato mais votado, recebendo 6.090 votos (4,90% dos votos válidos). Os candidatos eleitos tomarão posse na Prefeitura de Cabo Frio em 1 de janeiro de 2025 para exercerem um mandato de quatro anos.

## Calendário eleitoral
| Início        | Fim           | Atividades | Status    |
| ------------- | ------------- | --- | --------- |
| 7 de março    | 5 de abril    | Janela partidária para vereadores trocarem de partido visando concorrer às eleições sem perder o mandato. | Realizado |
| 6 de abril    | 6 de abril    | Data-limite para todas as legendas e federações partidárias obterem o registro dos estatutos no TSE e para todos os candidatos terem domicílio eleitoral na circunscrição em que desejam disputar as eleições com a filiação deferida pelo partido. | Realizado |
| 15 de maio    | 15 de maio    | Início da campanha de arrecadação prévia de recursos na modalidade de financiamento coletivo para pré-candidatos, sem realização de pedidos de voto e obedecendo a regras relativas à propaganda eleitoral na Internet.                             | Realizado |
| 20 de julho   | 5 de agosto   | Realização de convenções partidárias para deliberar sobre coligações e escolher candidatos às prefeituras e aos cargos de vereador. Os partidos têm até 15 de agosto para registrar os nomes na Justiça Eleitoral.                                  | Realizado |
| 16 de agosto  | 16 de agosto  | Início das campanhas eleitorais de forma igualitária, podendo qualquer publicidade ou manifestação com pedido explícito de voto antes da data ser considerada irregular e multada.                                                                  | Realizado |
| 30 de agosto  | 3 de outubro  | Veiculação da propaganda eleitoral gratuita no rádio e na televisão. | Realizado |
| 6 de outubro  | 6 de outubro  | Realização do primeiro turno das eleições municipais. | Realizado |
| 11 de outubro | 25 de outubro | Veiculação da propaganda eleitoral gratuita no rádio e na televisão para o segundo turno. | Realizado |
| 27 de outubro | 27 de outubro | Realização de um eventual segundo turno nas cidades com mais de 200 mil eleitores em que o candidato a prefeito mais votado não tenha atingido a metade mais um dos votos válidos.                                                                  | Realizado |

## Candidatos

#### Doutor Serginho (PL)
Formado em direito pela Universidade Candido Mendes (UCAM) e pós-graduado em direito público pela Universidade Estácio de Sá (UNESA). Entrou para a Assembleia Legislativa do Rio de Janeiro (ALERJ) como deputado estadual do extinto Partido Social Liberal (PSL). Destacou-se também por criar e presidir a Comissão Parlamentar de Inquérito (CPI) relacionada à concessionária Prolagos. Disputou a eleição em 2020 como candidato do Republicanos, porém ficou em segundo lugar com 33.920 votos (33,77%). Logo depois, tornou-se secretário de Ciência e Inovação do estado do Rio de Janeiro, mas abdicou o cargo para se candidatar a deputado estadual na eleição de 2022, onde foi eleito.

#### Fernando Luiz Cardoso (NOVO)
Formado em engenharia civil e gestão pública.

#### Magdala Furtado (PV)
A atual prefeita de Cabo Frio.

#### Rafael Peçanha (REDE)
Ex-vereador da cidade e professor. Ficou em segundo lugar na eleição municipal suplementar de junho de 2018, quando foi derrotado pelo então candidato Dr. Adriano do extinto partido Democratas. Anteriormente era filiado ao Partido dos Trabalhadores (PT), contudo com a proximidade do partido com a candidata Magdala Furtado, desfiliou-se e migrou para o Rede Sustentabilidade.

#### Vinícius Seguraço (UP)
Motorista de aplicativo.
Nota: a tabela a seguir está organizada por ordem dos números eleitorais de cada partido.
| Nº | Prefeito(a)  | Prefeito(a)           | Prefeito(a)         | Prefeito(a) | Vice-prefeito(a) | Vice-prefeito(a) | Vice-prefeito(a) | Vice-prefeito(a)    | Vice-prefeito(a)                                                                                    | Coligação Partido(s) | Ref.                              |
| Nº | Candidato(a) | Candidato(a)          | Partido Federação   | Cargos relevantes | Candidato(a)     | Candidato(a)     | Candidato(a)     | Partido Federação   | Cargos relevantes                                                                                   | Coligação Partido(s) | Ref.                              |
| -- | ------------ | --------------------- | ------------------- | --- | ---------------- | ---------------- | ---------------- | ------------------- | --------------------------------------------------------------------------------------------------- | --- | --------------------------------- |
| 18 | 100px100px   | Rafael Peçanha        | REDE Fed. PSOL REDE | - Vereador de Cabo Frio (2017–2020); - Professor                                                                                      |                  |                  | Leila Tomazinho  | PSOL Fed. PSOL REDE | - Servidora pública estadual                                                                        | Sem coligação | [ 9 ] [ 13 ] [ 14 ]               |
| 22 |              | Dr. Serginho          | PL                  | - Deputado estadual do Rio de Janeiro (2019–2020; 2023–2024) - Secretário de Ciência e Tecnologia do Rio de Janeiro (2020–2022; 2023) |                  |                  | Miguel Alencar   | UNIÃO               | - Vereador de Cabo Frio (2017–2024); - Presidente da Câmara dos Vereadores de Cabo Frio (2021–2024) | Cabo Frio Vai Melhorar! PL, UNIÃO, Fed. PSDB Cidadania, Republicanos, PP, PODE, Solidariedade, PSD, PMB, Agir, DC, PRD e MOBILIZA | [ 9 ] [ 13 ] [ 14 ] [ 15 ]        |
| 30 |              | Fernando Luiz Cardoso | NOVO                | - Engenheiro |                  |                  | Carlos Júnior    | NOVO                | - Comerciante                                                                                       | Sem coligação | [ 9 ] [ 13 ] [ 14 ]               |
| 43 |              | Magdala Furtado       | PV FE Brasil        | - Vice-prefeita de Cabo Frio (2021–2023); - Prefeita de Cabo Frio (2023–2024)                                                         |                  |                  | Léo Mendes       | MDB                 | - Professor e instrutor de formação profissional                                                    | União do Bem FE Brasil (PT, PCdoB e PV), MDB, PDT, PSB, PRTB e Avante                                                             | [ 9 ] [ 13 ] [ 14 ] [ 16 ] [ 17 ] |
| 80 |              | Vinícius Seguraço     | UP                  | - Motorista particular |                  |                  | Thainá Teixeira  | UP                  | - Estudante, bolsista e estagiária                                                                  | Sem coligação | [ 9 ] [ 13 ] [ 14 ]               |

### Desistências
- Alair Corrêa (PMB) – Prefeito de Cabo Frio (1983–1992; 1997–2004; 2013–2017). Retirou sua pré-candidatura em 20 de janeiro, optando por apoiar a campanha de Dr. Serginho.[18]
- Kamylla Mendes (MDB) – Esposa de Marquinho Mendes. Retirou sua pré-candidatura após o retorno de Mendes à disputa eleitoral do munícipio.
- Marquinho Mendes (MDB) – Prefeito de Cabo Frio (2005–2013; 2017–2018). Desistiu de sua candidatura em 15 de agosto, anunciando apoio à campanha de Magdala Furtado.[17]

## Candidatos à vereança
A regra eleitoral permite que um partido ou federação indique uma chapa que contenha, no máximo, 100% das vagas em disputa mais 1. No caso de Cabo Frio, o número máximo de candidaturas é de 18.
A tabela a seguir apresenta o número de candidaturas em cada partido e federação, estando agrupados a partir de coligações na disputa do poder executivo. Ressalte-se que, desde a promulgação da Emenda Constitucional nº 97/2017, a coligação em eleições proporcionais não existe mais no Brasil, sendo demonstrada a coligação majoritária apenas a título de visualização agrupada.
| Coligação ao executivo                   | Partido ou federação | Partido ou federação | Candidatos     | Candidatos     | Candidatos     | Candidatos     |
| ---------------------------------------- | -------------------- | -------------------- | -------------- | -------------- | -------------- | -------------- |
| Cabo Frio Vai Melhorar! (125 candidatos) |                      | PL                   | 18             | 18             | 18             | 18             |
| Cabo Frio Vai Melhorar! (125 candidatos) |                      | PP                   | 18             | 18             | 18             | 18             |
| Cabo Frio Vai Melhorar! (125 candidatos) |                      | Republicanos         | 18             | 18             | 18             | 18             |
| Cabo Frio Vai Melhorar! (125 candidatos) |                      | UNIÃO                | 18             | 18             | 18             | 18             |
| Cabo Frio Vai Melhorar! (125 candidatos) |                      | PODE                 | 18             | 18             | 18             | 18             |
| Cabo Frio Vai Melhorar! (125 candidatos) |                      | Solidariedade        | 17             | 17             | 17             | 17             |
| Cabo Frio Vai Melhorar! (125 candidatos) |                      | Fed. PSDB Cidadania  | 18             |                | PSDB           | 6              |
| Cabo Frio Vai Melhorar! (125 candidatos) |                      | Fed. PSDB Cidadania  | 18             | Cidadania      | 12             |                |
| Cabo Frio Vai Melhorar! (125 candidatos) |                      | PSD                  | Sem candidatos | Sem candidatos | Sem candidatos | Sem candidatos |
| Cabo Frio Vai Melhorar! (125 candidatos) | PMB                  |                      | Sem candidatos | Sem candidatos | Sem candidatos | Sem candidatos |
| Cabo Frio Vai Melhorar! (125 candidatos) | Agir                 |                      | Sem candidatos | Sem candidatos | Sem candidatos | Sem candidatos |
| Cabo Frio Vai Melhorar! (125 candidatos) | DC                   |                      | Sem candidatos | Sem candidatos | Sem candidatos | Sem candidatos |
| Cabo Frio Vai Melhorar! (125 candidatos) | PRD                  |                      | Sem candidatos | Sem candidatos | Sem candidatos | Sem candidatos |
| Cabo Frio Vai Melhorar! (125 candidatos) | MOBILIZA             |                      | Sem candidatos | Sem candidatos | Sem candidatos | Sem candidatos |
| União do Bem (108 candidatos)            |                      | FE Brasil            | 18             |                | PT             | 8              |
| União do Bem (108 candidatos)            |                      | FE Brasil            | 18             | PCdoB          | 2              |                |
| União do Bem (108 candidatos)            |                      | FE Brasil            | 18             | PV             | 8              |                |
| União do Bem (108 candidatos)            |                      | MDB                  | 18             | 18             | 18             | 18             |
| União do Bem (108 candidatos)            |                      | PDT                  | 18             | 18             | 18             | 18             |
| União do Bem (108 candidatos)            |                      | PSB                  | 18             | 18             | 18             | 18             |
| União do Bem (108 candidatos)            |                      | PRTB                 | 18             | 18             | 18             | 18             |
| União do Bem (108 candidatos)            |                      | Avante               | 18             | 18             | 18             | 18             |
| Sem coligação                            |                      | Fed. PSOL REDE       | 16             |                | PSOL           | 5              |
| Sem coligação                            |                      | Fed. PSOL REDE       | 16             | REDE           | 11             |                |
| Sem coligação                            |                      | NOVO                 | 7              | 7              | 7              | 7              |
| Sem coligação                            |                      | UP                   | 2              | 2              | 2              | 2              |
| Total                                    | Total                | Total                | 258            | 258            | 258            | 258            |

## Debate
No primeiro turno das eleições, serão consideradas aprovadas as regras, inclusive as que definirem o número de participantes, que obtiverem a concordância de pelo menos dois terços de candidatas e candidatos, no caso de eleição majoritária (cargo de prefeito), e de pelo menos dois terços dos partidos ou das federações com candidatas e candidatos, no caso de eleição proporcional (cargo de vereador). Caso não seja possível um acordo, as emissoras de rádio e televisão podem apresentar debates em conjunto para o cargo de prefeito, estando presentes todas as candidatas e todos os candidatos, ou em grupos, com a presença de, no mínimo, três pessoas.
| Data         | Organizador          | Mediação        | Dr. Serginho (PL) | Magdala Furtado (PV) | Rafael Peçanha (REDE) | Vinícius Seguraço (UP) | Fernando Luiz Cardoso (NOVO) | Ref    |
| ------------ | -------------------- | --------------- | ----------------- | -------------------- | --------------------- | ---------------------- | ---------------------------- | ------ |
| 3 de outubro | InterTV Alto Litoral | André Trigueiro | Presente          | Presente             | Presente              | Não convidado          | Não convidado                | [ 22 ] |

## Pesquisas eleitorais
As pesquisas buscam analisar como seria o resultado da eleição se ela ocorresse no dia em que os dados dos entrevistados foram coletados, não tendo como objetivo pela porcentagem de confiança, prever o resultado final da eleição.
| Fonte            | Data(s) conduzidas | Amostragem    | Serginho PL | Furtado PV | Peçanha REDE | Seguraço UP | Cardoso NOVO | Outros | B/N | Abst. Indec. | Vantagem | Ref. |      |    |      |   |      |      |     |        |
| ---------------- | ------------------ | ------------- | --- | --- | --- | --- | --- | --- | --- | --- | --- | --- | ---- | -- | ---- | - | ---- | ---- | --- | ------ |
| Fonte            | Data(s) conduzidas | Amostragem    | Paraná Pesquisas | 27-30/Set/2024 | 710 | 61,3% | 22,3% | Outros | B/N | Abst. Indec. | Vantagem | Ref. | 4,1% | 1% | 0,8% | – | 6,2% | 4,4% | 39% | [ 23 ] |
| 37,2%            | 12,4%              | 1,1%          | Paraná Pesquisas | 27-30/Set/2024 | 710 | 0,4% | 0,1% | 0,3% | 6,1% | 41,8% | 24,8% | |      |    |      |   |      |      |     | [ 23 ] |
| Ágora            | 13-14/Set/2024     | 403           | 67% | 16% | 4% | 1% | 1% | – | 3% | 8% | 51% | [ 24 ] |      |    |      |   |      |      |     |        |
| Ágora            | 13-14/Set/2024     | 403           | 55% | 13% | 1% | – | – | 0,5% | 1% | 29% | 42% | [ 24 ] |      |    |      |   |      |      |     |        |
| Paraná Pesquisas | 23-26/Ago/2024     | 710           | 59,6% | 17,2% | 4,1% | 1,1% | 0,7% | – | 9,7% | 17,3% | 42,4% | [ 25 ] |      |    |      |   |      |      |     |        |
| Paraná Pesquisas | 23-26/Ago/2024     | 710           | 30,4% | 7,6% | 0,7% | 0% | 0% | 0,8% | 7,9% | 59,9% | 22,8% | [ 25 ] |      |    |      |   |      |      |     |        |
| 15/Ago/2024      | 15/Ago/2024        | 15/Ago/2024   | Marquinho Mendes deixa oficialmente a disputa e confirma apoio à candidatura de Magdala Furtado (PV), com Léo Mendes (MDB) sendo nomeado pelo partido como vice da chapa.                                                                        | Marquinho Mendes deixa oficialmente a disputa e confirma apoio à candidatura de Magdala Furtado (PV), com Léo Mendes (MDB) sendo nomeado pelo partido como vice da chapa.                                                                        | Marquinho Mendes deixa oficialmente a disputa e confirma apoio à candidatura de Magdala Furtado (PV), com Léo Mendes (MDB) sendo nomeado pelo partido como vice da chapa.                                                                        | Marquinho Mendes deixa oficialmente a disputa e confirma apoio à candidatura de Magdala Furtado (PV), com Léo Mendes (MDB) sendo nomeado pelo partido como vice da chapa.                                                                        | Marquinho Mendes deixa oficialmente a disputa e confirma apoio à candidatura de Magdala Furtado (PV), com Léo Mendes (MDB) sendo nomeado pelo partido como vice da chapa.                                                                        | Marquinho Mendes deixa oficialmente a disputa e confirma apoio à candidatura de Magdala Furtado (PV), com Léo Mendes (MDB) sendo nomeado pelo partido como vice da chapa.                                                                        | Marquinho Mendes deixa oficialmente a disputa e confirma apoio à candidatura de Magdala Furtado (PV), com Léo Mendes (MDB) sendo nomeado pelo partido como vice da chapa.                                                                        | Marquinho Mendes deixa oficialmente a disputa e confirma apoio à candidatura de Magdala Furtado (PV), com Léo Mendes (MDB) sendo nomeado pelo partido como vice da chapa.                                                                        | Marquinho Mendes deixa oficialmente a disputa e confirma apoio à candidatura de Magdala Furtado (PV), com Léo Mendes (MDB) sendo nomeado pelo partido como vice da chapa.                                                                        | Marquinho Mendes deixa oficialmente a disputa e confirma apoio à candidatura de Magdala Furtado (PV), com Léo Mendes (MDB) sendo nomeado pelo partido como vice da chapa.                                                                        |      |    |      |   |      |      |     |        |
| Fonte            | Data(s) conduzidas | Amostragem    | Serginho PL | Furtado PV | Mendes MDB | Peçanha REDE | Outros | B/N | Abst. Indec. | Abst. Indec. | Vantagem | Ref. |      |    |      |   |      |      |     |        |
| Fonte            | Data(s) conduzidas | Amostragem    | | | | | Outros | B/N | Abst. Indec. | Abst. Indec. | Vantagem | Ref. |      |    |      |   |      |      |     |        |
| Factum           | 29-31/Jul/2024     | 598           | 48,5% | 17,1% | 14,1% | 2,5% | 0,3% | 5% | 9,8% | 9,8% | 21,5% | [ 27 ] |      |    |      |   |      |      |     |        |
| Factum           | 29-31/Jul/2024     | 598           | 33,5% | 12% | 8,5% | 2% | – | 5% | 36% | 36% | 31,4% | [ 27 ] |      |    |      |   |      |      |     |        |
| 23/Jul/2024      | 23/Jul/2024        | 23/Jul/2024   | TCU aprova as contas de Marquinho Mendes, que confirma seu retorno à disputa eleitoral, retirando, por conseguinte, a pré-candidatura de Kamylla.                                                                                                | TCU aprova as contas de Marquinho Mendes, que confirma seu retorno à disputa eleitoral, retirando, por conseguinte, a pré-candidatura de Kamylla.                                                                                                | TCU aprova as contas de Marquinho Mendes, que confirma seu retorno à disputa eleitoral, retirando, por conseguinte, a pré-candidatura de Kamylla.                                                                                                | TCU aprova as contas de Marquinho Mendes, que confirma seu retorno à disputa eleitoral, retirando, por conseguinte, a pré-candidatura de Kamylla.                                                                                                | TCU aprova as contas de Marquinho Mendes, que confirma seu retorno à disputa eleitoral, retirando, por conseguinte, a pré-candidatura de Kamylla.                                                                                                | TCU aprova as contas de Marquinho Mendes, que confirma seu retorno à disputa eleitoral, retirando, por conseguinte, a pré-candidatura de Kamylla.                                                                                                | TCU aprova as contas de Marquinho Mendes, que confirma seu retorno à disputa eleitoral, retirando, por conseguinte, a pré-candidatura de Kamylla.                                                                                                | TCU aprova as contas de Marquinho Mendes, que confirma seu retorno à disputa eleitoral, retirando, por conseguinte, a pré-candidatura de Kamylla.                                                                                                | TCU aprova as contas de Marquinho Mendes, que confirma seu retorno à disputa eleitoral, retirando, por conseguinte, a pré-candidatura de Kamylla.                                                                                                | TCU aprova as contas de Marquinho Mendes, que confirma seu retorno à disputa eleitoral, retirando, por conseguinte, a pré-candidatura de Kamylla.                                                                                                |      |    |      |   |      |      |     |        |
| Fonte            | Data(s) conduzidas | Amostragem    | Serginho PL | Furtado PV | Mendes MDB | Peçanha REDE | Outros | B/N | Abst. Indec. | Abst. Indec. | Vantagem | Ref. |      |    |      |   |      |      |     |        |
| Fonte            | Data(s) conduzidas | Amostragem    | | | | | Outros | B/N | Abst. Indec. | Abst. Indec. | Vantagem | Ref. |      |    |      |   |      |      |     |        |
| Intelligence     | 15-16/Jul/2024     | 600           | 33% | 30% | – | 10% | – | 12% | 15% | 15% | 3% | [ 29 ] |      |    |      |   |      |      |     |        |
| Intelligence     | 15-16/Jul/2024     | 600           | 32% | 20% | 24% | 6% | – | 10% | 8% | 8% | 8% | [ 29 ] |      |    |      |   |      |      |     |        |
| Intelligence     | 15-16/Jul/2024     | 600           | 27% | 16% | 18% | 4% | – | 12% | 23% | 23% | 9% | [ 29 ] |      |    |      |   |      |      |     |        |
| 6/Abr/2024       | 6/Abr/2024         | 6/Abr/2024    | Com o apoio do PT à pré-candidatura de Magdala, Peçanha desfilia-se do partido e integra-se ao Rede Sustentabilidade (REDE), confirmando sua pré-candidatura.                                                                                    | Com o apoio do PT à pré-candidatura de Magdala, Peçanha desfilia-se do partido e integra-se ao Rede Sustentabilidade (REDE), confirmando sua pré-candidatura.                                                                                    | Com o apoio do PT à pré-candidatura de Magdala, Peçanha desfilia-se do partido e integra-se ao Rede Sustentabilidade (REDE), confirmando sua pré-candidatura.                                                                                    | Com o apoio do PT à pré-candidatura de Magdala, Peçanha desfilia-se do partido e integra-se ao Rede Sustentabilidade (REDE), confirmando sua pré-candidatura.                                                                                    | Com o apoio do PT à pré-candidatura de Magdala, Peçanha desfilia-se do partido e integra-se ao Rede Sustentabilidade (REDE), confirmando sua pré-candidatura.                                                                                    | Com o apoio do PT à pré-candidatura de Magdala, Peçanha desfilia-se do partido e integra-se ao Rede Sustentabilidade (REDE), confirmando sua pré-candidatura.                                                                                    | Com o apoio do PT à pré-candidatura de Magdala, Peçanha desfilia-se do partido e integra-se ao Rede Sustentabilidade (REDE), confirmando sua pré-candidatura.                                                                                    | Com o apoio do PT à pré-candidatura de Magdala, Peçanha desfilia-se do partido e integra-se ao Rede Sustentabilidade (REDE), confirmando sua pré-candidatura.                                                                                    | Com o apoio do PT à pré-candidatura de Magdala, Peçanha desfilia-se do partido e integra-se ao Rede Sustentabilidade (REDE), confirmando sua pré-candidatura.                                                                                    | Com o apoio do PT à pré-candidatura de Magdala, Peçanha desfilia-se do partido e integra-se ao Rede Sustentabilidade (REDE), confirmando sua pré-candidatura.                                                                                    |      |    |      |   |      |      |     |        |
| 5-26/Mar/2024    | 5-26/Mar/2024      | 5-26/Mar/2024 | O Partido dos Trabalhadores (PT) anuncia a pré-candidatura de Rafael Peçanha. O Partido Novo confirma a pré-candidatura de Fernando Luiz Cardoso.                                                                                                | O Partido dos Trabalhadores (PT) anuncia a pré-candidatura de Rafael Peçanha. O Partido Novo confirma a pré-candidatura de Fernando Luiz Cardoso.                                                                                                | O Partido dos Trabalhadores (PT) anuncia a pré-candidatura de Rafael Peçanha. O Partido Novo confirma a pré-candidatura de Fernando Luiz Cardoso.                                                                                                | O Partido dos Trabalhadores (PT) anuncia a pré-candidatura de Rafael Peçanha. O Partido Novo confirma a pré-candidatura de Fernando Luiz Cardoso.                                                                                                | O Partido dos Trabalhadores (PT) anuncia a pré-candidatura de Rafael Peçanha. O Partido Novo confirma a pré-candidatura de Fernando Luiz Cardoso.                                                                                                | O Partido dos Trabalhadores (PT) anuncia a pré-candidatura de Rafael Peçanha. O Partido Novo confirma a pré-candidatura de Fernando Luiz Cardoso.                                                                                                | O Partido dos Trabalhadores (PT) anuncia a pré-candidatura de Rafael Peçanha. O Partido Novo confirma a pré-candidatura de Fernando Luiz Cardoso.                                                                                                | O Partido dos Trabalhadores (PT) anuncia a pré-candidatura de Rafael Peçanha. O Partido Novo confirma a pré-candidatura de Fernando Luiz Cardoso.                                                                                                | O Partido dos Trabalhadores (PT) anuncia a pré-candidatura de Rafael Peçanha. O Partido Novo confirma a pré-candidatura de Fernando Luiz Cardoso.                                                                                                | O Partido dos Trabalhadores (PT) anuncia a pré-candidatura de Rafael Peçanha. O Partido Novo confirma a pré-candidatura de Fernando Luiz Cardoso.                                                                                                |      |    |      |   |      |      |     |        |
| 29/Fev/2024      | 29/Fev/2024        | 29/Fev/2024   | Magdala Furtado filia-se ao Partido Verde (PV). Com contas de Marquinho Mendes (MDB) rejeitadas pelo TCE-RJ, permanecendo inelegível, o Movimento Democrático Brasileiro (MDB) lança a pré-candidatura da esposa do ex-prefeito, Kamylla Mendes. | Magdala Furtado filia-se ao Partido Verde (PV). Com contas de Marquinho Mendes (MDB) rejeitadas pelo TCE-RJ, permanecendo inelegível, o Movimento Democrático Brasileiro (MDB) lança a pré-candidatura da esposa do ex-prefeito, Kamylla Mendes. | Magdala Furtado filia-se ao Partido Verde (PV). Com contas de Marquinho Mendes (MDB) rejeitadas pelo TCE-RJ, permanecendo inelegível, o Movimento Democrático Brasileiro (MDB) lança a pré-candidatura da esposa do ex-prefeito, Kamylla Mendes. | Magdala Furtado filia-se ao Partido Verde (PV). Com contas de Marquinho Mendes (MDB) rejeitadas pelo TCE-RJ, permanecendo inelegível, o Movimento Democrático Brasileiro (MDB) lança a pré-candidatura da esposa do ex-prefeito, Kamylla Mendes. | Magdala Furtado filia-se ao Partido Verde (PV). Com contas de Marquinho Mendes (MDB) rejeitadas pelo TCE-RJ, permanecendo inelegível, o Movimento Democrático Brasileiro (MDB) lança a pré-candidatura da esposa do ex-prefeito, Kamylla Mendes. | Magdala Furtado filia-se ao Partido Verde (PV). Com contas de Marquinho Mendes (MDB) rejeitadas pelo TCE-RJ, permanecendo inelegível, o Movimento Democrático Brasileiro (MDB) lança a pré-candidatura da esposa do ex-prefeito, Kamylla Mendes. | Magdala Furtado filia-se ao Partido Verde (PV). Com contas de Marquinho Mendes (MDB) rejeitadas pelo TCE-RJ, permanecendo inelegível, o Movimento Democrático Brasileiro (MDB) lança a pré-candidatura da esposa do ex-prefeito, Kamylla Mendes. | Magdala Furtado filia-se ao Partido Verde (PV). Com contas de Marquinho Mendes (MDB) rejeitadas pelo TCE-RJ, permanecendo inelegível, o Movimento Democrático Brasileiro (MDB) lança a pré-candidatura da esposa do ex-prefeito, Kamylla Mendes. | Magdala Furtado filia-se ao Partido Verde (PV). Com contas de Marquinho Mendes (MDB) rejeitadas pelo TCE-RJ, permanecendo inelegível, o Movimento Democrático Brasileiro (MDB) lança a pré-candidatura da esposa do ex-prefeito, Kamylla Mendes. | Magdala Furtado filia-se ao Partido Verde (PV). Com contas de Marquinho Mendes (MDB) rejeitadas pelo TCE-RJ, permanecendo inelegível, o Movimento Democrático Brasileiro (MDB) lança a pré-candidatura da esposa do ex-prefeito, Kamylla Mendes. |      |    |      |   |      |      |     |        |
| Fonte            | Data(s) conduzidas | Amostragem    | Serginho PL | Furtado Sem partido | Mendes MDB | Peçanha PT | Outros | B/N | Abst. Indec. | Abst. Indec. | Vantagem | Ref. |      |    |      |   |      |      |     |        |
| Fonte            | Data(s) conduzidas | Amostragem    | | | | | Outros | B/N | Abst. Indec. | Abst. Indec. | Vantagem | Ref. |      |    |      |   |      |      |     |        |
| Paraná Pesquisas | 30/Jan-05/Fev/2024 | 720           | 47,4% | 17,4% | – | 10,3% | – | 16,8% | 8,2% | 8,2% | 30% | [ 33 ] |      |    |      |   |      |      |     |        |
| Paraná Pesquisas | 30/Jan-05/Fev/2024 | 720           | 38,2% | 12,9% | 23,9% | 5,6% | – | 12,8% | 6,7% | 6,7% | 14,3% | [ 33 ] |      |    |      |   |      |      |     |        |
| Paraná Pesquisas | 30/Jan-05/Fev/2024 | 720           | 14% | 4,3% | 3,5% | 0,1% | 1,3% | 10,7% | 65,6% | 65,6% | 9,7% | [ 33 ] |      |    |      |   |      |      |     |        |

## Resultados da eleição

### Prefeito
| Candidato(a) a prefeito  | Candidato(a) a prefeito      | Candidato(a) a vice-prefeito | Primeiro turno 6 de outubro de 2024 | Primeiro turno 6 de outubro de 2024 |
| Candidato(a) a prefeito  | Candidato(a) a prefeito      | Candidato(a) a vice-prefeito | Total                               | Percentagem                         |
| ------------------------ | ---------------------------- | ---------------------------- | ----------------------------------- | ----------------------------------- |
|                          | Dr. Serginho (PL)            | Miguel Alencar (UNIÃO)       | 84.317                              | 69,19%                              |
|                          | Magdala Furtado (PV)         | Léo Mendes (MDB)             | 29.188                              | 23,95%                              |
|                          | Rafael Peçanha (REDE)        | Leila Tomazinho (PSOL)       | 6.689                               | 5,49%                               |
|                          | Vinícius Seguraço (UP)       | Thainá Teixeira (UP)         | 1.115                               | 0,91%                               |
|                          | Fernando Luiz Cardoso (NOVO) | Carlos Júnior (NOVO)         | 560                                 | 0,46%                               |
| Total de votos válidos   | Total de votos válidos       | Total de votos válidos       | 121.869                             | 121.869                             |
| Votos apurados           |                              |                              |                                     |                                     |
| Votos válidos            | Votos válidos                | Votos válidos                | 121.869                             | 93,62%                              |
| Votos em branco          | Votos em branco              | Votos em branco              | 2.989                               | 2,30%                               |
| Votos nulos              | Votos nulos                  | Votos nulos                  | 5.313                               | 4,08%                               |
| Total de votos apurados  | Total de votos apurados      | Total de votos apurados      | 130.171                             | 130.171                             |
| Eleitores                |                              |                              |                                     |                                     |
| Comparecimentos          | Comparecimentos              | Comparecimentos              | 130.171                             | 75,34%                              |
| Abstenções               | Abstenções                   | Abstenções                   | 42.617                              | 24,66%                              |
| Total de eleitores aptos | Total de eleitores aptos     | Total de eleitores aptos     | 172.788                             | 172.788                             |
| Total de seções: 489     |                              |                              |                                     |                                     |
| Fontes:                  |                              |                              |                                     |                                     |

| Partido | Partido | Candidato             | Votos   | Votos (%) |
| ------- | ------- | --------------------- | ------- | --------- |
|         | PL      | Dr. Serginho          | 84 317  | 69,19%    |
|         | PV      | Magdala Furtado       | 29 188  | 23,95%    |
|         | REDE    | Rafael Peçanha        | 6 689   | 5,49%     |
|         | UP      | Vinícius Seguraço     | 1 115   | 0,91%     |
|         | NOVO    | Fernando Luiz Cardoso | 560     | 0,46%     |
| Totais  | Totais  | Totais                | 121 869 |           |

### Composição da Câmara Municipal
|                          |                          |                 |                 |          |    |
| Nº                       | Partido                  | Votos populares | Votos populares | Assentos | ±  |
| Nº                       | Partido                  | Votos           | %               | Assentos | ±  |
| 22                       | PL                       | 23.327          | 18,87%          | 4        | 2  |
| 20                       | PODE                     | 16.481          | 13,33%          | 3        | 3  |
| 11                       | PP                       | 16.157          | 13,07%          | 3        | 3  |
| 10                       | Republicanos             | 11.915          | 9,64%           | 2        | 1  |
| 44                       | UNIÃO                    | 10.032          | 8,11%           | 1        | 1  |
| 40                       | PSB                      | 9.947           | 8,05%           | 1        | 1  |
| 28                       | PRTB                     | 8.009           | 6,48%           | 1        | 1  |
| 70                       | Avante                   | 6.704           | 5,42%           | 1        | 2  |
| 12                       | PDT                      | 3.106           | 2,51%           | 0        | 2  |
| 15                       | MDB                      | 3.073           | 2,49%           | 0        | 1  |
| 43                       | PV                       | 3.023           | 2,45%           | 1        | 1  |
| 13                       | PT                       | 1.795           | 1,45%           | 0        | –  |
| 23                       | Cidadania                | 1.723           | 1,39%           | 0        | 1  |
| 45                       | PSDB                     | 1.439           | 1,16%           | 0        | –  |
| 65                       | PCdoB                    | 1.330           | 1,08%           | 0        | –  |
| 50                       | PSOL                     | 1.265           | 1,02%           | 0        | –  |
| 18                       | REDE                     | 851             | 0,69%           | 0        | –  |
| 77                       | Solidariedade            | 822             | 0,66%           | 0        | –  |
| 80                       | UP                       | 778             | 0,63%           | 0        | –  |
| 30                       | NOVO                     | 544             | 0,44%           | 0        | –  |
| 25                       | DEM                      | –               | –               | –        | 2  |
| Total de votos válidos   | Total de votos válidos   | 122.321         | 122.321         | 17       | 17 |
| Votos apurados           |                          |                 |                 | 17       | 17 |
| Total de votos válidos   | Total de votos válidos   | 122.321         | 93,97%          | 17       | 17 |
| Votos em branco          | Votos em branco          | 3.106           | 2,39%           | 17       | 17 |
| Votos nulos              | Votos nulos              | 3.430           | 2,63%           | 17       | 17 |
| Total de votos apurados  | Total de votos apurados  | 130.171         | 130.171         | 17       | 17 |
| Eleitores                |                          |                 |                 | 17       | 17 |
| Comparecimentos          | Comparecimentos          | 130.171         | 75,34%          | 17       | 17 |
| Abstenções               | Abstenções               | 42.617          | 24,66%          | 17       | 17 |
| Total de eleitores aptos | Total de eleitores aptos | 172.788         | 172.788         | 17       | 17 |
| Fontes:                  |                          |                 |                 |          |    |

### Vereadores eleitos
| Candidato | Candidato            | Partido      | Votos | Votos       | Cidade de origem      | Unidade federativa/País |
| Candidato | Candidato            | Partido      | Total | Percentagem | Cidade de origem      | Unidade federativa/País |
| --------- | -------------------- | ------------ | ----- | ----------- | --------------------- | ----------------------- |
|           | Vaguinho             | PL           | 6.060 | 4,90%       | Cabo Frio             | Rio de Janeiro          |
|           | Johnny Costa         | PP           | 3.653 | 2,95%       | Cabo Frio             | Rio de Janeiro          |
|           | Vanderlei Bento      | UNIÃO        | 3.072 | 2,48%       | Cabo Frio             | Rio de Janeiro          |
|           | Alfredo Gonçalves    | Republicanos | 2.962 | 2,40%       | Cabo Frio             | Rio de Janeiro          |
|           | Jefferson Vidal      | PODE         | 2.957 | 2,39%       | Cabo Frio             | Rio de Janeiro          |
|           | Rodolfo de Rui       | PL           | 2.785 | 2,25%       | Cabo Frio             | Rio de Janeiro          |
|           | Luis Geraldo         | Republicanos | 2.276 | 1,84%       | Cabo Frio             | Rio de Janeiro          |
|           | Vinicius Correa      | PP           | 2.159 | 1,75%       | Cabo Frio             | Rio de Janeiro          |
|           | Tatá de Tamoios      | PRTB         | 2.114 | 1,71%       | Rio de Janeiro        | Rio de Janeiro          |
|           | Milton Alencar       | PODE         | 2.099 | 1,70%       | Fortaleza             | Ceará                   |
|           | Josias da Swell      | PL           | 2.079 | 1,68%       | Campos dos Goytacazes | Rio de Janeiro          |
|           | André Jacaré         | PSB          | 1.912 | 1,55%       | Teresópolis           | Rio de Janeiro          |
|           | Paulo da Paulana     | PL           | 1.858 | 1,50%       | Cabo Frio             | Rio de Janeiro          |
|           | Oséias de Tamoios    | PV           | 1.814 | 1,47%       | Campos dos Goytacazes | Rio de Janeiro          |
|           | Thiago Vasconcelos   | Avante       | 1.771 | 1,43%       | Cabo Frio             | Rio de Janeiro          |
|           | Claudinho da Padaria | PODE         | 1.737 | 1,40%       | Cabo Frio             | Rio de Janeiro          |
|           | Jean da Auto Escola  | PP           | 1.683 | 1,36%       | Campos dos Goytacazes | Rio de Janeiro          |
| Fontes:   |                      |              |       |             |                       |                         |